# John William Atkinson
John William Atkinson, född 1923, död 2003, var en amerikansk psykolog. Han var professor vid University of Michigan. Han forskade på  motivation. Han arbetade med David McClelland.